# Алтаев, Бозша
Бозша́ Алта́ев (1898 год — 1984 год, Айтекебийский район, Актюбинская область) — старший чабан колхоза «Ортакшил» Иргизского района Актюбинской области, Казахская ССР. Герой Социалистического Труда (1949).
С 1930 по 1960 год работал чабаном, старшим чабаном в колхозе «Ортакшил» Иргизского района (с 1950 года — колхоз «Жана дауир» и в 1954 году был преобразован в совхоз «Северный»).
В 1945—1947 годах в сложных зимних условиях сохранял полностью поголовье отары и получал в среднем от 119 до 127 ягнят от 100 овцематок. За выдающиеся трудовые достижения был удостоен в 1949 году звания Героя Социалистического Труда.
Скончался в 1984 году.
Награды
- Герой Социалистического Труда — указом Президиума Верховного Совета СССР 7 октября 1949 года
- Орден Ленина
- Орден Трудового Красного Знамени
- Заслуженный мастер животноводства Казахской ССР (1956)